# Insichgeschäft
Mit dem Rechtsbegriff des Insichgeschäfts (auch Selbstkontraktion) wird im deutschsprachigen Privatrecht ein Rechtsgeschäft bezeichnet, das jemand als Vertragspartner auf der einen Seite mit sich selbst und für eine andere Seite als Vertreter eines Dritten oder als Stellvertreter zweier oder mehrerer Parteien (Doppel- oder Mehrvertretung) abschließt. Geregelt ist das Insichgeschäft in § 181 BGB.

## Allgemeines
Rechtsgeschäfte werden üblicherweise – bis auf die einseitigen Rechtsgeschäfte – von mindestens zwei verschiedenen Rechtssubjekten geschlossen. Beim Kaufvertrag beispielsweise stehen sich Käufer und Verkäufer gegenüber. Das Insichgeschäft ist dadurch charakterisiert, dass es seinem äußeren Erscheinungsbild nach an einem Geschäftspartner fehlt, weil nur eine Person bei Vertragsschluss handelt. Da niemand mit sich selbst einen Vertrag schließen kann, ist eine solche Konstellation nur möglich, wenn der Käufer als Stellvertreter des Verkäufers auftritt oder umgekehrt oder sogar eine Person beide Vertragsparteien vertritt. Da hierbei Interessenkonflikte drohen oder die Gefahr des Missbrauchs besteht, ist die Möglichkeit, Insichgeschäfte zu tätigen, gesetzlich eingeschränkt.

## Rechtslage in Deutschland

### Prinzip
Im Stellvertretungsrecht sind gemäß § 181 BGB Insichgeschäfte nur zulässig, wenn die beteiligten Vertragspartner dem Vertreter das Selbstkontrahieren gestattet haben oder aber das Rechtsgeschäft ausschließlich der Erfüllung einer Verbindlichkeit dient. 
Beispiel
Der (Gesellschafter-) Geschäftsführer einer GmbH (GGF) kauft für die GmbH ein Grundstück, das ihm selbst gehört. Hier wird ein Grundstückskaufvertrag abgeschlossen, bei welchem tatsächlich lediglich eine Person auftritt. Einerseits ist diese Person Organ des Käufers, beispielsweise der Gesellschafter-Geschäftsführer der Kapitalgesellschaft, andererseits ist sie Verkäufer in eigener Sache als Privatperson. Zur Wirksamkeit eines derartigen Rechtsgeschäftes bedarf es seitens der Kapitalgesellschaft der Befreiung ihres Vertreters vom zunächst grundsätzlich wirkenden Selbstkontrahierungsverbot. Eine solche veranlassen Kapitalgesellschaften zugunsten ihres vertretungsberechtigten Organs (hier: Gesellschafter-Geschäftsführer) bereits aus steuerlichen Gründen. Die Befreiung von § 181 BGB wird im Handelsregister eingetragen. Ein Rechtsgeschäft, das trotz Selbstkontrahierungsverbot getätigt wurde, ist schwebend unwirksam, bis es genehmigt wurde.
Das Selbstkontrahierungsverbot dient vornehmlich der Einschränkung von Interessenskollisionen. Es liegt zudem auf der Hand, dass mit derartigen Insichgeschäften eine große Gefahr des Missbrauchs einhergeht. Der in der beschriebenen Weise Handelnde kann beispielsweise das Vermögen des von ihm Vertretenen an sich selbst verschenken oder sonst sich selbst durch das Geschäft begünstigen. Aus diesem Grunde besteht für Insichgeschäfte das Erfordernis eines gesetzlichen Befreiungsvorbehalts. Für den Fall der Vormundschaft (heute im deutschen Recht: „Betreuung“) galt deswegen bereits im römischen Recht die Regel „der Vormund kann Sachen des Mündels nicht kaufen“ (lateinisch tutor rem pupilli emere non potest).
In analoger Anwendung kommt § 181 BGB dann zum Tragen, wenn bei einem Insichgeschäft die Personengleichheit künstlich aufgehoben wird, indem der Handelnde einen weiteren Vertreter einschaltet. Noch das Reichsgericht wendete für solche Konstellationen § 181 BGB nicht an. Heute wird überwiegend die Auffassung vertreten, dass dieser gewillkürte Kunstgriff an der Interessenskollision nichts ändert, weshalb Raum für die Anwendbarkeit des § 181 BGB besteht.

### Gesetzliche Vertretung
Eltern dürfen in ihrer Eigenschaft als gesetzliche Vertreter ihrer Kinder Rechtsgeschäfte für sich und in Vertretung (§ 164 Abs. 1, § 1629 Abs. 2 Satz 1, § 1795 Abs. 1 Nr. 1, Abs. 2, § 181 BGB) ihres Kindes grundsätzlich nicht vornehmen, so beispielsweise die Vornahme einer Schenkung zu Lasten des Kindes an die Eltern. Ist das Geschäft für das Kind jedoch „rechtlich lediglich vorteilhaft“, erfolgt die Schenkung durch die Eltern also zu Gunsten des Kindes, so wird das Verbot des Selbstkontrahierens teleologisch reduziert, denn der Schutzzweck der Norm wird durch die Handlung nicht unterlaufen. In anderen Fällen sieht das deutsche Recht die Möglichkeit zur Bestellung eines Ergänzungspflegers oder die Entscheidung des Familiengericht vor, die die Willenserklärung der Eltern ersetzen. Gleiches gilt, wenn ein Vormund, ein Pfleger oder ein rechtlicher Betreuer tätig sind. Bei volljährigen Beteiligten tritt dann an die Stelle des Familiengerichtes das Betreuungsgericht bzw. beim Nachlasspfleger oder beim Testamentsvollstrecker das Nachlassgericht.
Das deutsche Zivilrecht untersagt die Vornahme von Insichgeschäften gemäß § 181 BGB auch anderen Stellen. Hierbei handelt es sich jedoch um dispositives Recht. Das heißt: soweit die Stellvertretung ihrerseits durch ein Rechtsgeschäft begründet wurde, kann der Vertreter von dieser Vorschrift befreit werden.
Die Befreiung eines Bevollmächtigten vom Verbot des Selbstkontrahierens nach § 181 BGB führt zur ausnahmsweisen Formbedürftigkeit der Vollmacht. Für den Fall, dass eine Formvorschrift durch die Einschaltung eines Stellvertreters umgangen wird, muss die Vollmacht entgegen dem Wortlaut aus § 167 Abs. 2 BGB in der Form des Hauptgeschäfts erteilt werden, z. B. beim Grundstückskaufvertrag (notarielle Beurkundung nach § 311b BGB). Allein die Befreiung vom Verbot des Insichgeschäftes macht die notarielle Beurkundung der Vollmacht noch nicht nötig; anderes gilt dann, wenn noch die gewollte oder faktische Unwiderrufbarkeit hinzukommt. Faktische Unwiderrufbarkeit liegt z. B. vor, wenn der Vollmachtgeber wegen Krankheit nicht mehr widerrufen kann, oder wenn das Datum des Vertragsabschlusses zeitlich so nah an der Vollmachtserteilung liegt, dass eine etwaige Widerrufsmöglichkeit völlig theoretisch ist.
Ausgenommen vom Verbot des Selbstkontrahierens ist in § 181 BGB der Fall, dass das Geschäft ausschließlich zur Erfüllung einer Verbindlichkeit (das betrifft regelmäßig das dingliche Geschäft) vorgenommen wurde. So darf sich z. B. ein gesetzlicher Vertreter oder ein Bevollmächtigter den ihm gesetzlich zustehenden Aufwendungsersatz (§ 670, § 1835 BGB) aus dem von ihm verwalteten Vermögen des Vertretenen entnehmen.

## Rechtslage in Österreich
In Österreich unterliegt das Insichgeschäft im Hinblick auf die immanente Interessenkollision bestimmten Grenzen. Allgemeine Vorschrift ist § 1009 ABGB, ausdrücklich erwähnt ist es etwa in § 6 Abs. 4 des Vereinsgesetzes. Danach bedürfen Insichgeschäfte eines organschaftlichen Vertreters mit dem Verein der Zustimmung eines anderen, zur Vertretung oder Geschäftsführung befugten Organwalters.

## Rechtslage in der Schweiz
Auch in der Schweiz ist der Begriff Insichgeschäft gebräuchlich. Einschlägig geregelt ist es in Art. 32 ff. OR.
Das Bundesgericht hat in ständiger Rechtsprechung das Selbstkontrahieren als grundsätzlich unzulässig erklärt, weil es „regelmässig zu Interessenkollisionen führt und somit vom Gesellschaftszweck nicht erfasst wird“. Nur ausnahmsweise soll das Kontrahieren des Vertreters mit sich selbst Rechtswirkungen entfalten können, namentlich wenn entweder die Gefahr einer Benachteiligung des Vertretenen nach der Natur des Rechtsgeschäfts ausgeschlossen ist (z. B. „Kauf von Waren mit klar definierten Markt oder Börsenkursen“), oder wenn der Vertretene den Vertreter „zum Vertragsschluss mit sich selbst besonders ermächtigt, was unter Umständen auch stillschweigend sein kann oder das Geschäft nachträglich genehmigt“.
Dieselben Voraussetzungen will das Bundesgericht auch für die gesetzliche Vertretung juristischer Personen durch deren Organe angewandt sehen (wobei der Begriff „Vertretung“ irreführend ist, da die Organe nach der Realitätstheorie Teil der juristischen Personen selbst gelten). Hierbei stellt das Bundesgericht fest, dass es für das Zustandekommen des Vertrages der „Genehmigung durch ein über- oder nebengeordnetes Organ“ bedarf, sofern die Gefahr einer Benachteiligung für die juristische Person besteht.
Die Gefahr der Benachteiligung (und damit auch die Pflicht zur Genehmigung durch ein über- oder nebengeordnetes Organ) entfällt allerdings, wenn in der AG neben dem Organ, welches durch Selbstkontrahieren ein Insichgeschäft abgeschlossen hat, keine weiteren Aktionäre vorhanden sind. Das zusätzliche Erfordernis, wonach neben dem Fehlen weiterer Aktionäre auch keine Gesellschaftsgläubiger vorhanden sein dürfen, hat das Bundesgericht verworfen. Alleinaktionären steht es also frei, Insichgeschäfte abzuschließen.
Auch bei Eigengeschäften sollen die Regeln des Selbstkontrahierens analog angewandt werden, und zwar in all jenen Fällen, wo der Dritte den Interessenkonflikt erkannt hat bzw. hätte erkennen sollen. In diesen Fällen spielt es keine Rolle, ob sich der Interessenkonflikt im konkreten Fall auch wirklich zum Nachteil der vertretenen Person ausgewirkt hat. Die analoge Anwendung bezieht sich also nur auf bestimmte Fälle; eine generelle analoge Anwendung wird also klar abgelehnt.
Im Rahmen der GmbH-Reform wurde im Aktien- (Art. 718b OR), dem GmbH- (Art. 814 Abs. 4 OR) sowie dem Genossenschaftsrecht (Art. 899a OR) das Schriftlichkeitserfordernis für Verträge, die der Vertreter der Gesellschaft mit sich selbst schließt, ausgenommen Verträge des laufenden Geschäfts, bei denen die Leistung der Gesellschaft den Wert von 1000 Franken nicht übersteigt, eingeführt.
Interessenkonflikte, insbesondere im Zusammenhang mit Insichgeschäften oder damit verwandten Sachverhalten, wie etwa Transaktionen mit nahestehenden Personen, bringen Reputationsrisiken mit sich. Entsprechend ist der behutsame Umgang und die sachgerechte Kommunikation der Sachverhalte wichtig. Dazu gehört die Nachvollziehbarkeit solcher Geschäfte und die geeignete Offenlegung im Geschäftsbericht. Anhand der offengelegten Informationen kann die Genehmigung durch übergeordnete Organe erfolgen.